# Stuvstatunneln
Stuvstatunneln är en vägtunnel längs Stuvstaleden i Stuvsta, Huddinge kommun. Stuvstatunneln är 193 meter lång och invigdes 1994. 
Tidigare gick vägsträckningen genom Stuvsta, vilket medförde en del bullerproblem. Den nya, något rakare vägsträckningen (Stuvstaleden) går sedan 1994 genom berget "Kungsklippan". Samtidigt anlades även en ny bro över järnvägen. Stuvstatunneln är konstruerad i betong[källa behövs], tunnelöppningen mot norr är integrerad i ett samtidigt uppfört bostadshus som står "grensle" över tunnelinfarten.
| Den norra tunnelmynningen samt körbanan inuti tunneln, färdriktning söderut, mars 2012. |  | Den norra tunnelmynningen samt körbanan inuti tunneln, färdriktning söderut, mars 2012. |
| Den norra tunnelmynningen samt körbanan inuti tunneln, färdriktning söderut, mars 2012. |  |                                                                                         |